# 紅鉛鉱
紅鉛鉱（こうえんこう、crocoite、クロコアイト）は鉱物（クロム酸塩鉱物）の一種。化学組成はクロム酸鉛(II)（PbCrO4）で、鉛の二次鉱物。単斜晶系。
1766年にエカチェリンブルク付近のベレゾフ鉱山で発見され、その色彩からギリシャ語で「サフラン」を意味する κροκος にちなみ命名された。1770年にペーター・ジーモン・パラスにより、この鉱物が鉛を含むこと及び油絵具の原料に向くことが指摘され、「シベリアの赤い鉛」と呼ばれて珍重された。1797年にフランスのルイ＝ニコラ・ヴォークランにより紅鉛鉱からクロムが発見された。
現在はタスマニア島から多く産出する。